# Les Mystères de Paris (film, 1912)
Pour les articles homonymes, voir Les Mystères de Paris (homonymie).
Pour plus de détails, voir Fiche technique et Distribution.
Les Mystères de Paris est un film muet français réalisé par Albert Capellani, sorti en 1912.
Le film est une adaptation du roman-fleuve français Les Mystères de Paris d'Eugène Sue publié en feuilleton dans le Journal des débats entre le 19 juin 1842 et le 15 octobre 1843, puis en volume chez Charles Gosselin.
Le roman avait déjà donné lieu à une pièce de théâtre, créée en février 1844, et en dehors de cette adaptation d'Albert Capellani a encore été adapté, à plusieurs reprises, au cinéma, notamment par Jacques de Baroncelli, en 1943 et par André Hunebelle, avec Jean Marais dans le rôle de Rodolphe, en 1962.

## Fiche technique
- Titre : Les Mystères de Paris
- Réalisation : Albert Capellani
- Scénario :  Albert Capellani, d'après le roman d'Eugène Sue (1842)
- Photographie : Pierre Trimbach
- Montage :
- Producteur :
- Société de production : Société cinématographique des auteurs et gens de lettres (SCAGL)
- Société de distribution :  Pathé Frères (France), Eclectic Film Company (États-Unis), Feature Film Company (États-Unis)
- Pays d'origine :  France
- Langue : film muet avec les intertitres en français
- Métrage : 1 540 mètres (5 bobines)
- Format : Noir et blanc — 35 mm — 1,33:1 — Muet
- Genre : Film dramatique
- Durée : 51 minutes 20
- Dates de sortie :
  - France : 5 juillet 1912
  - États-Unis : juin 1913
  - Portugal : 11 avril 1918

## Distribution
- Paul Capellani : l'archiduc Rodolphe d’Illyrie
- Henri Étiévant : le maître d'école
- Jean Kemm : le chourineur
- Jeanne Delvair : Miss Sarah MacGregor
- Eugénie Nau : la Chouette
- Félix Gandera : Tortillard
- Andrée Pascal : Fleur de Marie, la Goualeuse, fille cachée de Rodolphe
- Léon Bernard
- Léon Bélières
- Edmond Duquesne
- Maria Fromet
- Delphine Renot
- Jean Jacquinet
- Henry Houry
- Jean Angelo
- Gina Barbieri
- Henri Collen
- Henry Krauss
- Stacia Napierkowska